# Dhungachalna
Dhungachalna (en népalais : ढुंगाचल्ना) est un comité de développement villageois du Népal situé dans le district d'Achham. Au recensement de 2011, il comptait 5 656 habitants.